# Sopron
Sopron (tidligere også kendt under det tyske navn Ödenburg) er en by i det nordvestlige hjørne af Ungarn med 61.589(2024) indbyggere. Byen ligger i provinsen Győr-Moson-Sopron på grænsen til nabolandet Østrig.
I 1500-tallet var Sopron centrum for de lutherske reformationskræfter i Ungarn.
Da dobbeltmonarkiet Østrig-Ungarn blev opløst efter 1. verdenskrig, blev det meste af det historiske område Burgenland, som Sopron lå i, udskilt fra Ungarn og en del af Østrig. I Sopron og byens opland, hvor der var flere ungarsktalende end i resten af det primært tysktalende Burgenland, blev der dog i 1921 afholdt folkeafstemningen i Sopron, om byen og omgivelserne skulle forblive i (det nye) Ungarn eller i stedet overgå til Østrig. Det var det eneste sted, hvor de sejrende Entente-magter tillod en folkeafstemning for at afgøre Ungarns grænser. Ved afstemningen stemte knap 73 % af byens indbyggere for tilknytning til Ungarn. I de omliggende landsbyer var tilslutningen mindre stærk. I fem af de omliggende otte distrikter var der størst tilslutning til Østrig, men samlet stemte ca. to tredjedele for forbliven i Ungarn.